# Sociaal-Democratische Arbeiderspartij

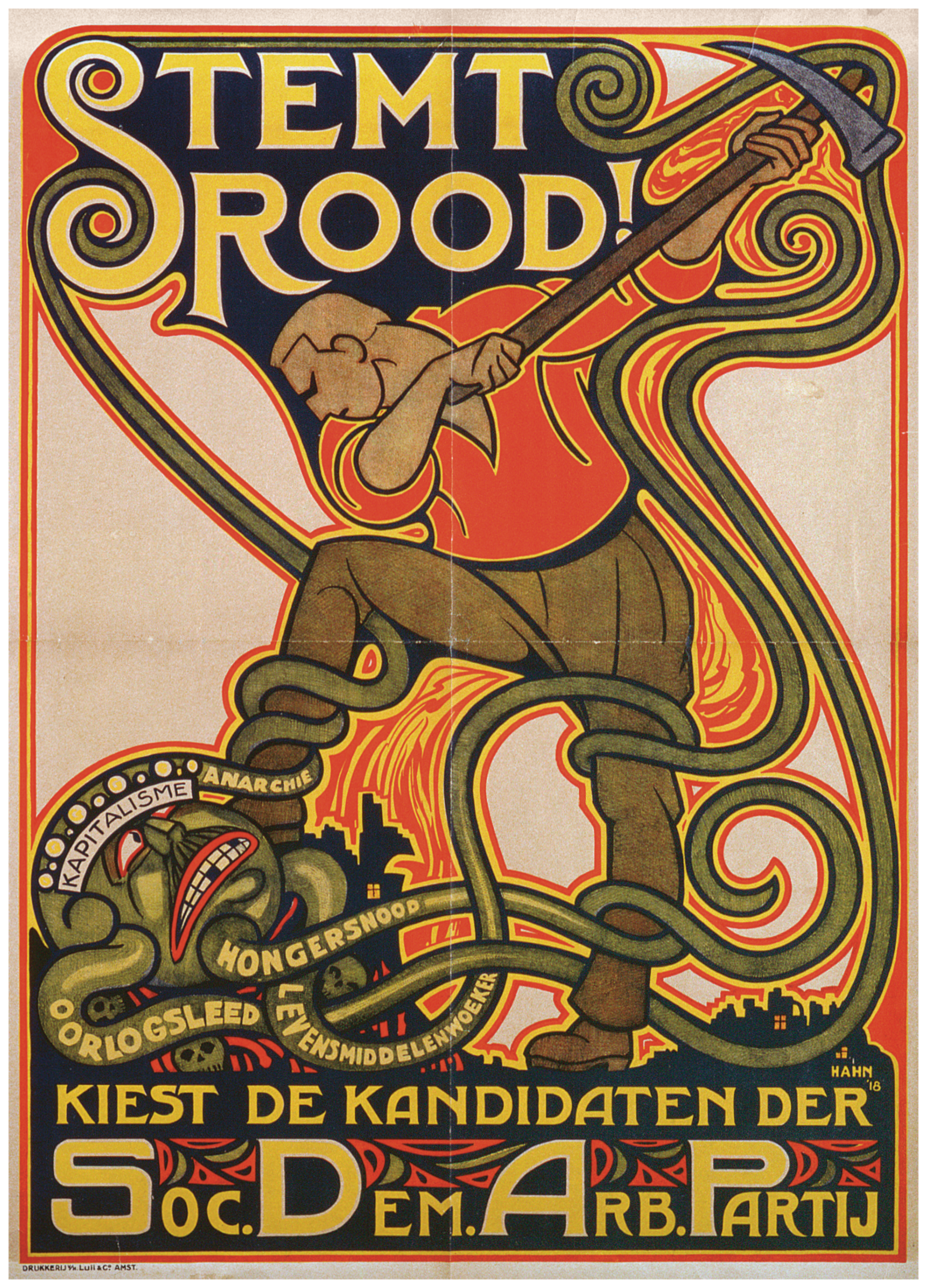
Verkiezingsposter van de SDAP voor Landelijke verkiezingen, 1918 (Albert Hahn sr.)

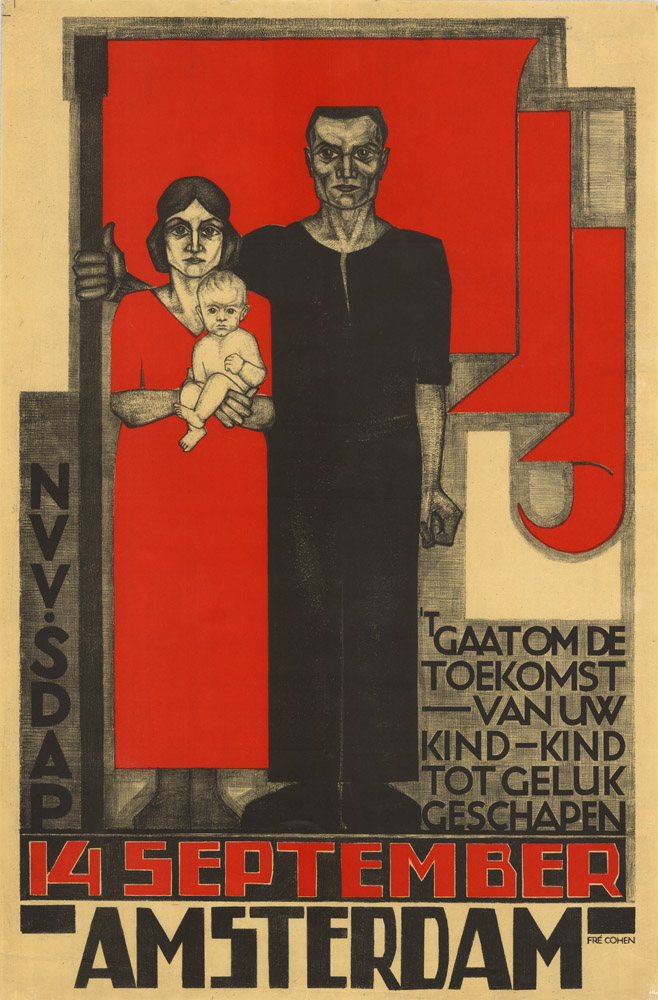
Poster van de NVV, samen met de SDAP, uit 1930 'T gaat om de toekomst van uw kind Ontwerp: Fré Cohen.

De Sociaal-Democratische Arbeiderspartij (SDAP) was een sociaaldemocratische Nederlandse politieke partij die van 1894 tot 1946 bestond. De partij ontstond uit een scheuring binnen de Sociaal-Democratische Bond en ging uiteindelijk op in de Partij van de Arbeid.

## Geschiedenis

### Oprichting tot scheuring met SDP (1909)
De SDAP werd op 26 augustus 1894 opgericht in 't lokaal Atlas aan de Ossenmarkt 9 te Zwolle door leden van de Sociaal-Democratische Bond (SDB) van Ferdinand Domela Nieuwenhuis. Tot de 12 oprichters (de "twaalf apostelen" genoemd) behoorden Pieter Jelles Troelstra, Jan Schaper en Willem Vliegen. Reden voor de splitsing was een motie, aangenomen naar aanleiding van Domela's slechte behandeling in de Tweede Kamer, om nooit meer aan verkiezingen mee te doen, zelfs niet als agitatiemiddel. De SDAP'ers wilden dit middel in de revolutionaire strijd niet kwijt.
In 1897 veroverden de sociaaldemocraten voor het eerst twee zetels in de Tweede Kamer; al spoedig werd het parlementaire werk de hoofdactiviteit van de partij. De partij sloot zich aan bij de Tweede Internationale, de overkoepelende organisatie van socialistische partijen in Europa. Uitgangspunt was een democratisch streven naar een socialistische maatschappij, waarin de belangrijkste industrieën en de winning van delfstoffen aan de staat toebehoorden.
Aanvankelijk had de partij zowel een reformistische als een orthodox-marxistische vleugel. Na jarenlange botsingen tussen principiële marxisten binnen de SDAP en SDAP-fractievoorzitter Pieter Jelles Troelstra, waarbij Troelstra en partijbestuur de scherpe toon van de kritiek van die marxisten onaanvaardbaar achtten, werd op het partijcongres van 13–14 februari 1909 in Deventer, bij tweederdemeerderheid, de redactie van het marxistische oppositieblad De Tribune geroyeerd. Met hen verlieten zo'n 400 geestverwanten de SDAP. Op 14 maart 1909 richtten zij de nieuwe Sociaal-Democratische Partij (SDP) op. De naam sociaaldemocratie werd toen nog door beide soorten socialisten gevoerd.

### 1910 - 1937
De SDAP streed voor algemeen kiesrecht en sociale wetten, zoals het staatspensioen. De invoering van het algemeen kiesrecht in 1917 bezorgde de SDAP grote zetelwinst.
Nadat in Rusland in 1917 de Oktoberrevolutie had plaatsgevonden en het ook in Duitsland onrustig werd, meende Troelstra in 1918 dat ook in Nederland de tijd voor revolutie was gekomen. Zijn revolutiepoging, bekend geworden als de Vergissing van Troelstra, werd een grote mislukking.
Troelstra werd in 1925 als partijleider opgevolgd door Johan Willem Albarda. In de jaren dertig ontstond een toenadering tussen de SDAP en de andere partijen, mede doordat de SDAP het streven naar algehele ontwapening opgaf. In de gemeente Amsterdam leverde de SDAP al langere tijd wethouders (onder andere Monne de Miranda en Floor Wibaut).

### 1937 - 1946
In 1937 werd een nieuw beginselprogramma opgesteld en aangenomen, dat in de plaats kwam van het uit 1912 daterende, nog sterk door het marxisme beïnvloede oorspronkelijke partijprogramma, hetgeen een fundamentele breuk met het verleden inhield.
Vanaf 1939 nam de partij met twee ministers (Albarda en Jan van den Tempel) deel aan het kabinet-De Geer II.
In 1940 werd de SDAP en de aan de partij gelieerde krant Het Volk door de Duitse bezetter verboden. De Haagse oud-wethouder en latere minister-president Willem Drees speelde een belangrijke rol in het clandestiene overleg tussen de verschillende partijen over de naoorlogse politiek. De krant Het Volk werd na 1945 voortgezet als dagblad Het Vrije Volk.
Een jaar later, in 1946, ontstond de Partij van de Arbeid uit een fusie van de SDAP, de Vrijzinnig-Democratische Bond en de Christelijk-Democratische Unie.

## Trivia
- Al snel na de oprichting in 1894 kreeg de SDAP de bijnaam "Schoolmeesters-, Dominees- en Advocaten-Partij", waarmee de spanning werd aangesneden tussen een intellectueel partijkader en een volkse achterban.[4][5]
- De bovenzaal van restaurant De Atlas in Zwolle[6] (de oprichtingsplek van de SDAP) werd in 2012 naar Willem Drees vernoemd.

## Bekende leden
- Carel Steven Adama van Scheltema
- Maria Bouwmeester
- Johan Brautigam
- Willem Drees
- Leendert Antonie Donker
- Jan Egberts Eleveld
- Bob van Gelderen
- Suze Groeneweg
- Jan Hendrik Frederik Grönloh
- Jacob Israël de Haan
- Herman Heijermans
- Kornelis ter Laan
- Monne de Miranda
- Hendrik Spiekman
- Sientje Prijes
- Pieter Lodewijk Tak
- Theo Thijssen
- Liede Tilanus
- Jan Tinbergen
- Pieter Jelles Troelstra
- Hilda Verwey-Jonker
- Willem Vliegen
- Koos Vorrink
- Herman Bernard Wiardi Beckman
- Floor Wibaut

## Vertegenwoordigers in de Tweede Kamer
Gedurende de periode dat de SDAP in de Tweede Kamer was vertegenwoordigd, waren er in totaal 100 zetels.
- 1897: 2 zetels
- 1901: 6 zetels
- 1905: 6 zetels
- 1909: 7 zetels
- 1913: 16 zetels
- 1917: 15 zetels
- 1918: 22 zetels
- 1922: 20 zetels
- 1925: 24 zetels
- 1929: 24 zetels
- 1933: 22 zetels
- 1937: 23 zetels

## Vertegenwoordigers in de Eerste Kamer
Gedurende de periode dat de SDAP in de Eerste Kamer was vertegenwoordigd, waren er in totaal 50 zetels.
- 1913: 2 zetels
- 1916: 2 zetels
- 1917: 2 zetels
- 1919: 4 zetels
- 1922: 3 zetels
- 1923: 11 zetels
- 1926: 11 zetels
- 1929: 11 zetels
- 1932: 11 zetels
- 1935: 11 zetels
- 1937: 12 zetels